# Hongshanosaure
El hongshanosaure (Hongshanosaurus) és un gènere de dinosaure ceratop psitacosàurid que va viure al Cretaci inferior en el que avui en dia és l'est d'Àsia. Tot i que només s'han descrit dos cranis fòssils, comparacions amb parents propers suggereixen que es tractava d'un animal petit, bípede i herbívor amb un bec ossi a l'extrem de les mandíbules superior i inferior. Aquest és un dels molts fòssils excepcionalment ben conservats recuperats de la formació de Yixian a la província de Liaoning, Xina.